# Loucká
Loucká település Csehországban, a Kladnói járásban. Loucká Straškov-Vodochody, Mnetěš, Bříza, Chržín és Černuc településekkel határos. Lakosainak száma 143 fő (2024. január 1.).

## Népesség
A település lakosságának változását az alábbi diagram mutatja:
| Lakosok száma | 91   | 99   | 167  | 151  | 141  | 133  | 139  | 136  | 146  | 143  |
|               | 1869 | 1890 | 1921 | 1950 | 1980 | 2001 | 2017 | 2019 | 2022 | 2024 |